# Lucas Thwala
Lucas Bongane Thwala (Nelspruit, 19 ottobre 1981) è un ex calciatore sudafricano, di ruolo difensore.